# Opilio adungius
Opilio adungius is een hooiwagen uit de familie echte hooiwagens (Phalangiidae).